# BZ de la Creu del Sud
BZ de la Creu del Sud (BZ Crucis) és un estel variable a la constel·lació de la Creu del Sud de magnitud aparent mitjana +5,32. És un probable membre del cúmul NGC 4609 i s'hi troba aproximadament a 980 anys llum del sistema solar.
BZ Crucis ha estat classificada com de tipus espectral B0.5IVpe, B2 o B1IIIe.
Té una elevada temperatura efectiva de 27.100 K i lluix amb una lluminositat bolomètrica 425.000 vegades major que la lluminositat solar. Gira sobre si mateixa molt ràpidament, i la seva velocitat de rotació és d'almenys 400 km/s. Amb una massa estimada de 9,6 masses solars, té una edat aproximada de 4,5 milions d'anys.
BZ Crucis és una estrella Be amb propietats similars a les de γ Cassiopeiae. Mostra un espectre de rajos X complex i variable en el temps. L'emissió de rajos X sembla tenir un origen tèrmic, i BZ Crucis és l'estel Be amb un plasma tèrmic més calent. A partir d'aquest plasma es deriva una metal·licitat inferior a la solar. És moderadament lluminós a la regió de rajos X i, superposat al flux basal —que varia en una escala de temps de l'ordre de 5.000 - 10.000 segons—, exhibeix erupcions o flamarades recurrents amb una durada aproximada de només 10 segons. Per la seva banda, en l'espectre visible, presenta característiques que indiquen la presència d'un disc dens i/o gran. L'emissió de rajos X pot ser causada per l'activitat magnètica o possiblement per l'acreció per part d'una nana blanca acompanyant.